# Hein Burgers

Hein Burgers

Hendricus Jacobus (Hein) Burgers (Huissen, 9 januari 1834 - Parijs, 11 oktober 1899) was een Nederlandse genreschilder die zich in 1888 tot Fransman liet naturaliseren.

## Carrière

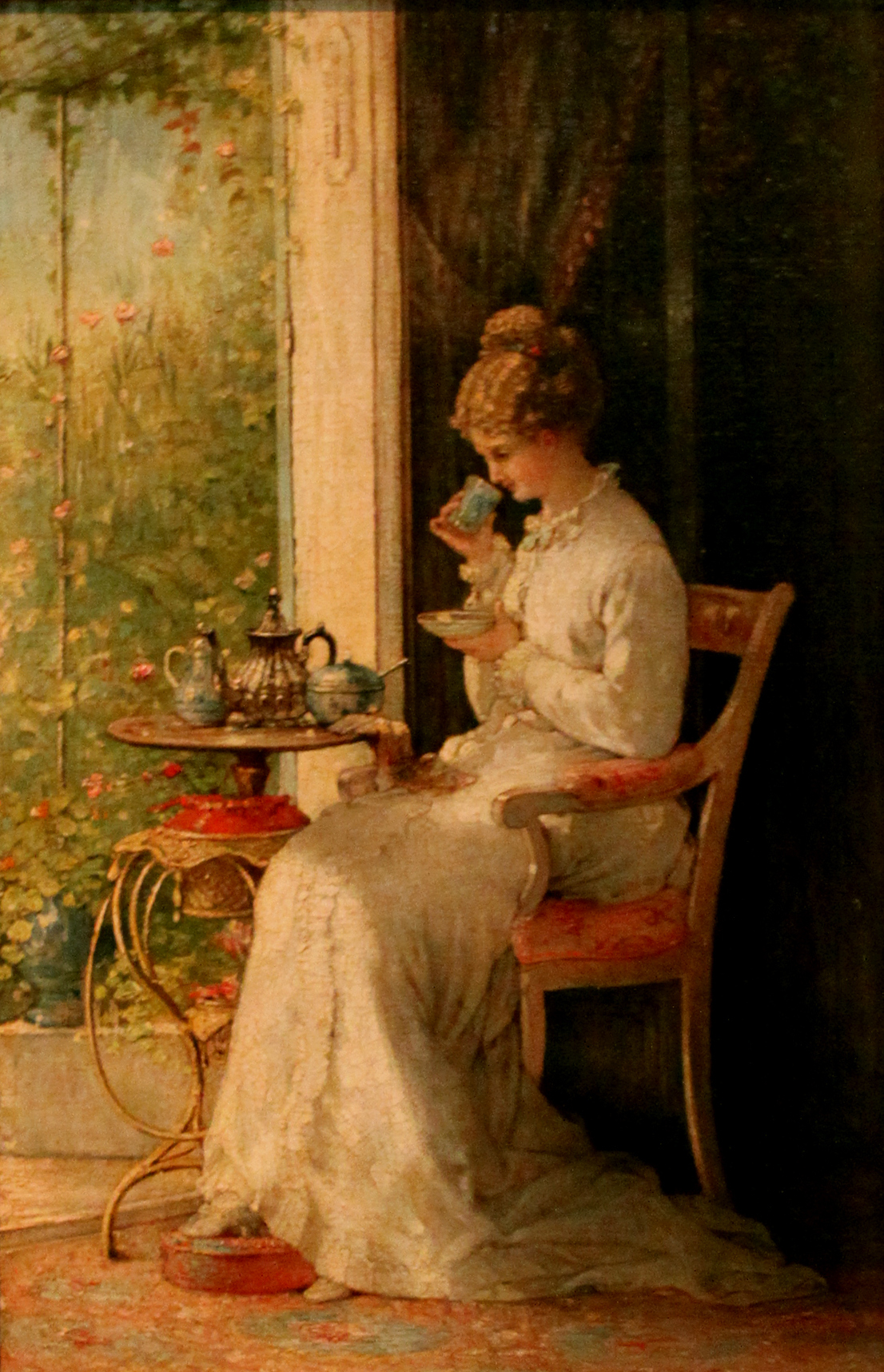

Burgers werd opgeleid aan de Koninklijke Akademie voor Beeldende Kunsten te Amsterdam en aan de Academie voor Beeldende Kunsten en Technische Wetenschappen in Rotterdam (diploma in 1864). Zijn voornaamste leermeesters waren Louis Royer en Jozef Israëls. Na een betrekkelijk succesvolle start in Nederland met werk dat sterke invloeden van Israëls vertoont, besloot Burgers - inmiddels getrouwd met de eerder gescheiden Wilhelmina Fleischhacker - zijn geluk in Parijs te beproeven. Daar kreeg hij, mede dankzij contracten met Kunsthandel Goupil, voldoende voet aan de grond. Zijn werk begon allengs een meer Franse toets te vertonen. Zijn kleurenpalet werd lichter en zijn onderwerpen werden eleganter dan de sombere vissersinterieurs die in Holland opgang maken.
Na een onderbreking van ruim twee jaar (1870-1873) vanwege de Frans-Duitse Oorlog, toen Burgers weer in Nederland verbleef, vestigde hij zich voorgoed in Frankrijk. In 1878 vervulde hij bij de Wereldtentoonstelling in Parijs de functie van vicevoorzitter van de jury voor de afdeling gravures. Vanwege zijn verdiensten werd hij benoemd tot Ridder in het Legioen van Eer. In het volgende jaar viel hem opnieuw een onderscheiding ten deel: die van Ridder in de Huisorde van Ernst van Saksen.

## Naturalisatie
In 1879 overleed Burgers' vrouw Wilhelmina. De schilder zocht troost in reizen naar Normandië en Venetië, waarmee hij weer een nieuwe richting insloeg.
Toch nam de vraag naar zijn werk af en om in aanmerking te kunnen komen voor een Franse overheidsfunctie liet hij zich in 1888 naturaliseren. Hij kreeg een benoeming als tekenleraar aan het Parijse Doofstommeninstituut en tevens aan de hogere normaalschool voor meisjes in Fontenay-aux-Roses, een voorstadje van Parijs. Beide functies gaven behalve een regulier jaarlijks inkomen recht op pensioen.

## Tweede huwelijk
In 1894 huwde Burgers voor de tweede maal, dit keer met de jonge Belgische weduwe Colette Heyman, die als kostuumnaaister aan de Parijse Opera verbonden was. Het paar maakte jaarlijks een vakantiereis naar Venetië, hetgeen resulteerde in tal van schilderijen in opvallende Mediterrane kleuren.
Op de drempel van zijn pensioen overleed Hein Burgers in 1899, zijn weduwe in diepe rouw achterlatend. Van dit verlies herstelde zij niet meer. Krankzinnig geworden werd Colette opgenomen in het gesticht van de Zwartzusters van de Heilige Filip Neri in haar geboorteplaats Sint-Niklaas, waar zij uiteindelijk in 1949 zou overlijden.